# Самандарин
Самандаринът (C19H31NO2) е основният алкалоид, произвеждан от кожните жлези на дъждовника (Salamandra salamandra). Той е силно невротоксичен и предизвиква силни мускулни конвулсии, високо кръвно налягане и учестено дишане при гръбначните животни. Самандаринът е един от малкото алкалоиди от животински произход.